# Boquera (enfermedad)
Se llama boquera a una erupción particular casi de la misma naturaleza que la sarna, que ocupa el hocico de las ovejas, y se extiende algunas veces hasta las sienes y hasta las orejas. También se manifiesta en los labios y en el interior de la boca de los corderos y de los cabritos. 
También puede resultar la boquera de aulagas gatiñas y otras plantas ásperas y espinosas que lastiman las bocas tiernas aún de los corderos y cabritos, de lo cual se les originan pustulillas y costras. Esta enfermedad aunque no es peligrosa, no deja de incomodar a los animales que la padecen.